# Wrestle Kingdom II
Wrestle Kingdom II fue la segunda edición de Wrestle Kingdom, un evento pago por visión (PPV) de lucha libre profesional realizado por la New Japan Pro-Wrestling. Tuvo lugar el 4 de enero de 2008 desde el Tokyo Dome en Tokio, Japón.
Por primera vez el evento contó con la participación de luchadores de la Total Nonstop Action Wrestling. En Estados Unidos este evento se vendió con el título de Global Impact!

## Resultados
En paréntesis se indica el tiempo de cada combate:
- A.J. Styles, Christian Cage & Petey Williams derrotaron a Milano Collection A.T., Minoru & Prince Devitt (10:25). 
  - Styles cubrió a A.T después un «Styles Clash».
- Wataru Inoue derrotó a Christopher Daniels y retuvo el Campeonato Peso Pesado Junior de la IWGP (10:17).
  - Inoue cubrió a Daniels después de un «Packcage Piledriver».
- Manabu Nakanishi derrotó a Abyss (6:00).
  - Nakanishi cubrió a Abyss después de un «German Suplex».
- Katsushi Takemura, Masato Tanaka, Tatsuhito Takaiwa & Yutaka Yoshie derrotaron a Kōji Kanemoto, Ryusuke Taguchi, Takashi Iizuka & Tiger Mask (8:36).
  - Yoshie cubrió a Taguchi después de un «Diving Body Press».
- Team 3D (Brother Ray & Brother Devon) derrotaron a Great Bash Heel (Togi Makabe & Toru Yano) en un Hardcore Match (13:12).
  - Devon cubrió a Yano después de un «3D».
- Legend (AKIRA, Jushin Thunder Liger, Masahiro Chono, Riki Chōshū & Tatsumi Fujinami) derrotaron a "Brother" Yasshi, Gedo, Jado, Shūji Kondō & TARU (7:18).
  - Chōshū cubrió a Yasshi después de un «Lariat».
- The Great Muta derrotó a Hirooki Goto (13:04).
  - Muta cubrió a Goto después de un «Moonsault Press».
- Giant Bernard & Travis Tomko derrotaron a The Steiner Brothers (Rick & Scott) y retuvieron el Campeonato en Parejas de la IWGP (12:50).
  - Bernard cubrió a Rick después de un «Magic Killer».
- Kurt Angle derrotó a Yuji Nagata y retuvo el Campeonato del Tercer Cinturón de la IWGP (18:29).
  - Angle forzó a Nagata a rendirse con un «Ankle Lock».
  - Después de la lucha, Angle abrazó a Nagata en señal de respeto.
- Shinsuke Nakamura derrotó a Hiroshi Tanahashi y ganó el Campeonato Peso Pesado de la IWGP (23:08).
  - Nakamura cubrió a Tanahashi después de un «Booma Ye».